# Aarno Maliniemi

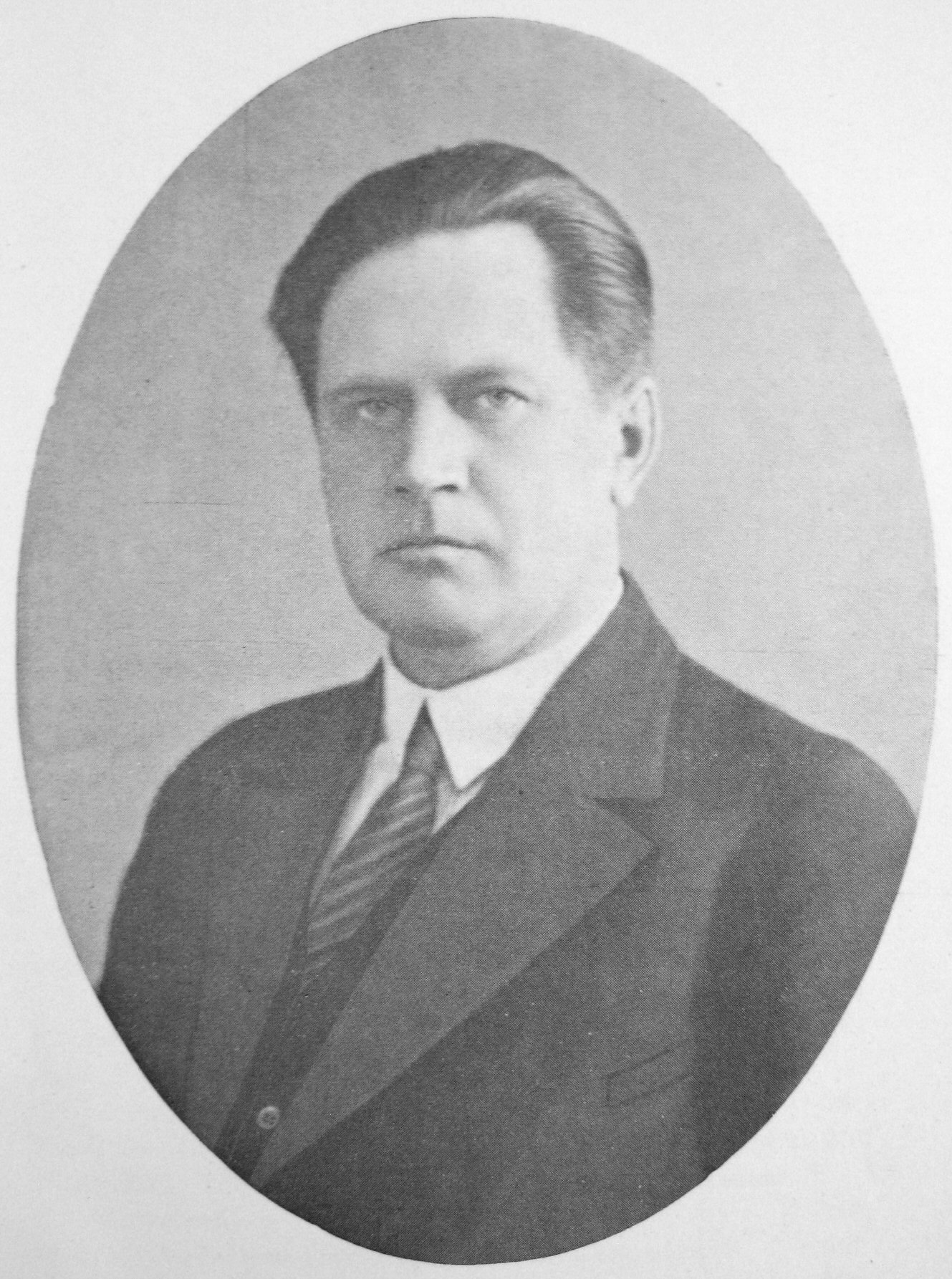
Aarno Maliniemi.

Aarno Henrik Maliniemi, t.o.m. 1930 Malin, född 9 maj 1892 i Uleåborg, död 8 oktober 1972 i Helsingfors, var en finländsk kyrkohistoriker, professor i kyrkohistoria vid Helsingfors universitet 1945–1960. Han var gift med Irja Maliniemi.
Maliniemi var tjänsteman vid Helsingfors universitetsbibliotek 1915–1945, chef för dess inhemska avdelning från 1930. Mellan 1926 och 1945 var han docent i latin innan han blev professor i kyrkohistoria. Maliniemi var betydelsefull kännare av medeltidens kyrkohistoria. Han har även studerat tidig finländsk litteratur, och varit redaktör för urkundspublikationer och bibliografier. Han behandlade traditionen kring Finlands apostel Sankt Henrik. Han var medarbetare i Kulturhistoriskt lexikon 1956–1971 för nordisk medeltid.

## Utmärkelser
- Riddare av Italienska kronorden,  1929[1]
- Riddare av första klass av Sankt Olavs orden,  1934[1]
- Riddare av Nordstjärneorden,  1936[1]
- Kommendörstecknet av Finlands Vita Ros’ orden,  1952[1]
- Frihetskrigets minnesmedalj[1]
- Vinterkrigets minnesmedalj[1]
- Minnesmedalj för deltagande i 1941-1945 års krig[1]

[Redigera Wikidata]